# Njoro (Moshi)
Njoro ist ein Verwaltungsbezirk (Ward) des Distrikts Moshi (MC) in der tansanischen Region Kilimandscharo.

## Geografie
Njoro liegt im Nordosten von Tansania im Zentrum der Regionshauptstadt Moshi, südlich der Nationalstraße T2. Zum Bezirk gehören der Bahnhof Moshi und das Gebiet südöstlich davon.
Der Bezirk grenzt im Norden an  Majengo, im Osten an Miembeni, im Süden an Kaloleni und Mboma Mbuzi und im Westen an Bondeni und Mawenzi. Bei der Volkszählung 2022 lebten 15.511 Menschen in 4766 Haushalten auf einer Fläche von 2 Quadratkilometern.

## Gliederung
Der Bezirk besteht aus vier Stadtteilen (Mtaa):
- Dobi
- Railway
- Sokoni
- Viwanda

## Wirtschaft und Infrastruktur
- Bildung: Die Reginald-Mengi Secondary School ist eine staatliche weiterführende Schule, die rund 350 Mädchen und Burschen bis zur 4. Stufe ausbildet.[8]
- Gesundheit: Im Stadtteil Dobi befindet sich eine staatliche Apotheke.[9]
- Bahnhof: Im Bezirk befindet sich der 1911 erbaute Bahnhof Moshi.[10] Die Bahnlinie nach Tanga wurde 1996 eingestellt und 2019 wieder eröffnet.[11]